# Алфа Ромео Мито
„Алфа Ромео Мито“ е италиански градски автомобил, изграден на платформата на „Фиат Гранде Пунто“ и е лансиран на пазара през 2008 година. „Алфа Ромео Мито“ е произвеждана в завода в Миафиори и са произведени над 265 000 екземпляра.

## Алфа Ромео Мито QV
През 2009 година „Алфа Ромео“ представя прототип Алфа Ромео Мито GTA – с мощност 240 к.с. Година по-късно компанията лансира Алфа Ромео Мито QV (Quadrifoglio Verde – в превод „четирилистна детелина“). QV версията има нова 1.4 литра (1368 куб.см.) Turbo Multiair с четири двигателя 170 PS (125 kW; 168 к.с.) при 5500 rpm и 250 Nm (184 lbf⋅ft) въртящ момент при 2500 rpm, с ново инженерно окачване, кормилно управление и нова шестстепенна скоростна кутия C635, разработена от Fiat Powertrain Technologies (FPT). Специфичната му производителност от 124 к.с. на литър е била най-висока в този сегмент по това време. Новата мултифункционална технология позволява разход на гориво от 6 литра на 100 километра (47 mpg-imp; 39 mpg-US) в комбинираното шофиране в ЕС и емисиите на CO2 от 139 g / km.

## Награди
- 2009 Най-добър малък автомобил на „Auto, Motor und Sport“